# Matthieu Albertini
Matthieu Albertini, né le 22 juillet 1971 à Amiens, est un acteur français.
Très actif dans le doublage, il est notamment une des voix de Matthias Schoenaerts et de Matt Hobby dans les séries The Grinder et Young Sheldon.

## Théâtre
- 1992 : Brûlez tout, mise en scène de Stéphan May. Rôle : Vic
- 1994 : Au Pays des Lutins, de Pierre Favre. Spectacle pour enfants.
- 1996 : Des Souris et des Hommes, de John Steinbeck, mise en scène de Coretta Baroncini et Thierry Malek. Rôle : Whit
- 1998 : Molière, Shakespeare... en vers et contre tous !, de Michel Bulteau, mise en scène de Michel Bulteau. Rôle : Clissandre
- 2000 : La cigogne n'a qu'une tête ! d'Igor Futterer. Assistant mise en scène.
- 2006: La séance du Spectateur, création de la Compagnie de théâtre Trac N'Art de Paris.
- 2008-2011 : Président de la Compagnie de Théâtre Trac N'Art de Montélimar.

## Filmographie

### Cinéma

#### Longs métrages
- 2001 : De l'amour : inspecteur de police
- 2002 : Le Transporteur : un des braqueurs
- 2005 : Danny the Dog : l'ambulancier
- 2010 : L'Immortel : Le garde du corps
- 2013 : Les invincibles : le bouliste
- 2017 : Les hommes du feu : un policier

#### Courts métrages
- 1999 : Elle est pas Belle la Vie.
- 2000 : La Bonne Voie.
- 2002 : Un petit moment de faiblesse.
- 2002 : La Déhottée

### Télévision

#### Téléfilms
- 1993 : Deux plus l'autre..., réalisé par Lionel Olenga.
- 2006 : La Blonde au bois dormant : le moustachu
- 2010 : Vieilles Canailles, réalisé par Arnaud Sélignac : le lieutenant de police
- 2011 : Mission sacrée, réalisé par Daniel Vigne : Francis
- 2012 : Les Fauves, réalisé par José Pinheiro : Dimitri.
- 2013 : Dommages collatéraux : Commandant Régis Fauconnier
- 2015 : Mallory : le lieutenant de police

#### Séries télévisées
- 1992 : Family Matters : un photographe. (1 épisode)
- 2000 : Le Juge est une Femme : un externe d'hôpital. (1 épisode)
- 2003 : Les Histoires Extraordinaires de Pierre Bellemare : Simon, le père de famille. (1 épisode, réalisé par Sam Bekare)
- 2004 : KD2A : un prof de sport.
- 2009 : Action spéciale douanes : Charli Stappen (1 épisode)
- 2010 : Camping Paradis : Monsieur Imbert (1 épisode : Coup de vent sur le camping)
- 2013 - 2014 : Section de recherches : Lieutenant BT. Tardieu (saison 8 et 9)
- 2016 : Braquo : un policier de Marseille. (1 épisode)
- 2017 : Tandem : Pierre Lebovich.
- 2019 : Un si Grand Soleil : un maton (1 épisode)
- 2019 : Candice Renoir (Saison 8, épisode 5)

### Web série
- 2011 : La Minute Provençale, réalisée par Audrey Bellini : Matthieu, un journaliste.

### Jeux vidéo
- 1996 : The Island of Dr Moreau, réalisé par Aïda Julian pour Sony.

## Doublage

### Cinéma

#### Films
- Matthias Schoenaerts dans : 
  - The Laundromat : L'Affaire des Panama Papers (2019) : Maywood
  - Une vie cachée (2019) : le capitaine Herder
- 2000 : Erin Brockovich, seule contre tous : ? (?)
- 2004 : Jiminy Glick in Lalawood : Johnny Stompanato (Darren Shahlavi)
- 2006 : Art School Confidential : Cliffy (Brian Turk) et Donald Baumgarten (Michael Shamus Wiles)
- 2007 : Joyeuses Funérailles : lui-même (Frank Oz)
- 2009 : Le Monde (presque) perdu : Ernie (Ben Best)
- 2009 : Whiteout : Sam Murphy (Shawn Doyle)
- 2014 : Night Call : ? (?)
- 2015 : Paul Blart 2 : Super Vigile à Las Vegas : ? (?)
- 2017 : The Disaster Artist : Sandy (Seth Rogen)
- 2018 : Pierre Lapin : voix additionnelles
- 2018 : Wild Rose :  Alan (Craig Parkinson)
- 2019 : Glass : ? (?)
- 2019 : Le Cas Richard Jewell : Max Green (Alex Collins)
- 2019 : Child's Play : La Poupée du mal : ? (?)
- 2019 : Les Deux Papes : ? (?)
- 2020 : Nightmare Island : Sarge (Josh McConville)
- 2020 : Artemis Fowl : le présentateur à la télévision (Michael Rouse)
- 2020 : Escape from Pretoria : Leonard Fontaine (Mark Leonard Winter)
- 2020 : Love and Monsters : le capitaine Brooks « Cap » Wilkinson (Dan Ewing)
- 2021 : Mother/Android : l'officier Norton (Owen Burke)
- 2023 : Paradise : Nowak (Numan Acar)
- 2023 : 10 jours du côté du bien (tr) : Hamza [Qui ?]
- 2023 : Finestkind : M. White (Charlie Thurston)
- 2023 : L'Affaire de la mutinerie du Caine : le lieutenant Philip Queeg (Kiefer Sutherland)
- 2024 : The Beekeeper : Pettis (Michael Epp)
- 2024 : Mon espion 2 : Mission Italie : ? (?)
- 2025 : Heads of State : l'agent Crasson (Steven Cree)

#### Films d'animation
- 2012 : Madagascar 3 : Bons baisers d'Europe : voix additionnelles
- 2013 : Turbo : un commentateur
- 2013 : Monstres Academy : un arbitre
- 2013 : Planes : voix additionnelles
- 2014 : La Grande Aventure Lego : Han Solo
- 2014 : Astérix : Le Domaine des dieux : voix additionnelles
- 2016 : Les Trolls : voix additionnelles
- 2016 : Angry Birds, le film : voix additionnelles
- 2017 : Le Monde secret des Emojis : voix additionnelles
- 2020 : Bigfoot Family : un ingénieur
- 2021 : Luca : un joueur de carte et un pêcheur mécontent
- 2021 : Charlotte : l'administrateur, le présentateur radio et Chemise brune #1
- 2022 : Les Secrets de mon père : ? (création de voix)
- 2025 : Couic ! : voix additionnelles

### Télévision

#### Téléfilms
- Chris William Martin dans :
  - Les Enfants maudits (2019) : Luke
  - Les Enfants maudits : Les Secrets du Manoir (2019) : Luke
  - Les Enfants maudits : Un amour interdit (2019) : Luke

- Matthew Kevin Anderson dans :
  - Coup de foudre, set et match (2022) : Barry
  - Coup de foudre pour le roi des films de Noël (2022) : Caleb Turner

- 2008 : Contamination - la menace venue d'ailleurs :  Lowe (David Schaap)
- 2009 : Si Noël m’était Conté : Tony Shaughnessy (Robin Dunne)
- 2012 : Gangsters : Rip (Michael Rooker)
- 2013 : Trafic de bébés : Trent (Kurt Evans)
- 2017 : Un voisin intrusif : Michael Anderson (Adam Mayfield (en))
- 2018 : La Maison des secrets : l'inspecteur Kincaid (Rod Sweitzer)
- 2019 : Coup de foudre au festival d'automne : Nick (K. C. Clyde)
- 2020 : Escapade royale à Noël : Christopher Brooks (Bradley Rose)
- 2021 : Un amour inévitable : George (Giles Panton (en))

#### Séries télévisées
- Rick Otto dans :
  - Sur écoute (2004-2008) : l'officier Kenneth Dozerman (14 épisodes)
  - FBI : Portés disparus (2006) : George (saison 5, épisode 7)
  - New York, unité spéciale (2007) : l'inspecteur Joyce (saison 8, épisode 16)
  - Desperate Housewives (2008) : Paul Bullock (saison 4, épisodes 15 et 16)
  - Marvel : Les Agents du SHIELD (2015) : l'agent Lead Hydra (saison 2, épisode 15)

- Windell D. Middlebrooks dans :
  - Scrubs (2009-2010) : le capitaine Duncook (saison 9)
  - Cougar Town (2010) : Gerald (saison 1, épisode 19)

- Kenny Alfonso dans :
  - Drop Dead Diva (2009-2014) : Joe Cummings (15 épisodes)
  - Bluff City Law (2019) : l'officier Abott (épisode 5)

- Matt Hobby dans : 
  - The Grinder (2015-2016) : Patt Landy (5 épisodes)
  - Young Sheldon (2017-2024) : le pasteur Jeff Hodgkins (45 épisodes)

- Barry Livingston dans :
  - Bosch (2018-2020) : Gary Potter (3 épisodes)
  - Bosch : Legacy (2022) : Gary Potter (saison 1, épisode 6)
- 1998-1999 : Scotland Yard, crimes sur la Tamise : Salvatore Bellini (Joseph Long) et l'inspecteur Pete Barrow (Jonathan Dow)
- 2001-2009 : Scrubs : Leonard (Randall Winston), Dr Mickhead (Frank Encarnacao) et Snoop (Manley Henry)
- 2002 : Les Experts : Matt (Todd Stashwick)
- 2006-2008 : Sur écoute : Donnie (Larry Andrews) et Renaldo (Ramón Rodríguez)
- 2008 : Fringe : David Esterbrool (Chris Eigeman) (saison 1, épisode 6)
- 2008-2009 : Psych : Enquêteur malgré lui : Earlie (Chris Gauthier) (saison 3, épisode 2) et Matt Tompkins (Christopher Wiehl) (saison 3, épisode 13)
- 2009 : New York, section criminelle : Ron Hemmings (Wass Stevens) (saison 8, épisode 4)
- 2010 : Castle : Dr Chuck Vaughn (Karl T. Wright) (saison 3, épisode 9)
- 2010-2019 : The Big Bang Theory : Zack Johnson (Brian Thomas Smith) (11 épisodes)
- 2012 : Les Mystères de Haven : Anderson (Nolan North) (saison 3, épisode 11)
- 2013 : The White Queen : Jasper Tudor (Tom McKay) (mini-série)
- 2013 : Southcliffe : David Whitehead (Rory Kinnear) (4 épisodes)
- 2015 : AD Kingdom and Empire (en) : Caïphe (Richard Coyle) (mini-série)
- 2015-2019 : Amour, Gloire et Beauté : l'agent McCaffrey (Vincent Duvall) (4 épisodes) et Dr Reese Buckingham (Wayne Brady) (41 épisodes)
- 2016 : Billions : Donnie Caan (David Cromer (en)) (saison 1)
- 2016 : Cuatro estaciones en La Habana : Pupy (Luis Marlon)
- 2016 : Designated Survivor : le directeur Carrera (Paulino Nunes (pt)) (saison 1)
- 2016 : The Crown : Thurman (Anthony Flanagan) (saison 1, épisode 4)
- 2016-2019 : La Folle Aventure des Durrell : Dr Theodore « Theo » Stephanides (Yorgos Karamihos (en)) (26 épisodes)
- 2018 : Pine Gap : Moses Dreyfus (Mark Leonard Winter (en)) (6 épisodes)
- 2019 : Bluff City Law : Dr Lee Pyle (David Alan Basche) (épisode 7)
- 2019 : New Amsterdam : Dr Zach Ligon (J. J. Feild) (saison 2)
- 2019 : Les Médicis : Maîtres de Florence : Ricci (David Brooks) (saison 3)
- 2019 : The Rookie : Le Flic de Los Angeles : Ripper (Devan Long) (saison 2, épisodes 9 et 10)
- 2019-2021 : Fear the Walking Dead : Rollie (Cory Hart) (8 épisodes)
- 2020 : Star Trek: Picard : Tenqem Adrev (Evan Parke) (saison 1, épisode 4)
- 2020 : Brews Brothers (en) : Lazlo Suna (Greg Tuculescu)
- 2020 : Manifest : Frank Strickland (Ben Loving) (saison 2, épisode 4)
- 2020 : NCIS : Enquêtes spéciales : Ronald T. Jones (Christopher Carrington) (saison 17, épisode 4)
- 2021-2023 : Loki : Chasseur D-90 (Neil Ellice (en))
- depuis 2021 : Walker : le capitaine Larry James (Coby Bell)
- 2022 : Rebelde : ? (?)
- 2022 : Bosch: Legacy : Billy Malone (Montae Russell (en)) (saison 1, épisode 6)
- 2022 : Bang Bang Baby : ? (?)
- 2022 : Dahmer - Monstre : L'Histoire de Jeffrey Dahmer : Robert Rauth (Mac Brandt) (mini-série)
- 2022 : Le Cabinet de curiosités de Guillermo del Toro : ? (?) (saison 1)
- 2022 : 1899 : Anker (Alexandre Willaume (da))
- 2022 : Machos alfa : Pedro Aguilar (Fernando Gil (es))
- 2022 : The Undeclared War : Phil (Joss Porter) (mini-série)
- 2023 : Signe astrologique : Vierge : Jay Whittle / le Héros (Walton Goggins) (5 épisodes)
- 2023 : Painkiller : Mike (Sean Browning) (mini-série)
- 2023 : Hasta el cielo : La série (es) : Antonio (Alejandro Marzal) (7 épisodes)
- 2023 : Thérapie, adapté du roman de Sebastian Fitzek (de) : le capitaine (Martin Feifel (de))
- 2023 : Le Renard : Prince des voleurs : le capitaine Sebastian Grimm (Fayssal Bazzi (en))
- 2023 : Rabbit Hole : John Weir (Kiefer Sutherland)
- 2024 : Criminal Record (en) : ? (?)
- 2024 : Ancestral : Ji-hoon [Qui ?]
- 2024 : 1992 : le commissaire Robledo (Gorka Lasaosa (es)) (mini-série)
- 2025 : The Studio : ? (?)

#### Séries d'animation
- 2013 : Star Wars: The Clone Wars : Savatte
- 2013-2014 : Turbo FAST : Marcel de la Coquille
- 2019 : La Bande à Picsou : Crésus Flairsou (saison 2, épisode 9)
- depuis 2020 : Star Trek: Lower Decks : le lieutenant Shaxs
- 2021 : Kid Cosmic : Chuck
- 2022 : Lookism : voix additionnelles

#### Voice-over
- 2007-2019 : J'ai dit Oui à la Robe : Randy Fenoli
- 2019 : James Cameron - Histoire de la Science-Fiction : James Gunn

### Jeux vidéo
- 2020 : Mafia: Definitive Edition : l'inspecteur Norman
- 2022 : Lego Star Wars : La Saga Skywalker : Han Solo (jeune)
- 2023 : Cyberpunk 2077 : Phantom Liberty : ?
- 2023 : Avatar: Frontiers of Pandora : ?
- 2024 : Banishers: Ghosts of New Eden : le capitaine Pennington, Aul Saul, le juré masculin et Jed Scudder
- 2025 : Monster Hunter Wilds : Werner